# مرکز بالینی صربستان
مرکز بالینی صربستان (به صربی: Clinical Centre of Serbia) یک بیمارستان در صربستان است که در بلگراد واقع شده‌است.